# 74th (Highland) Regiment of Foot

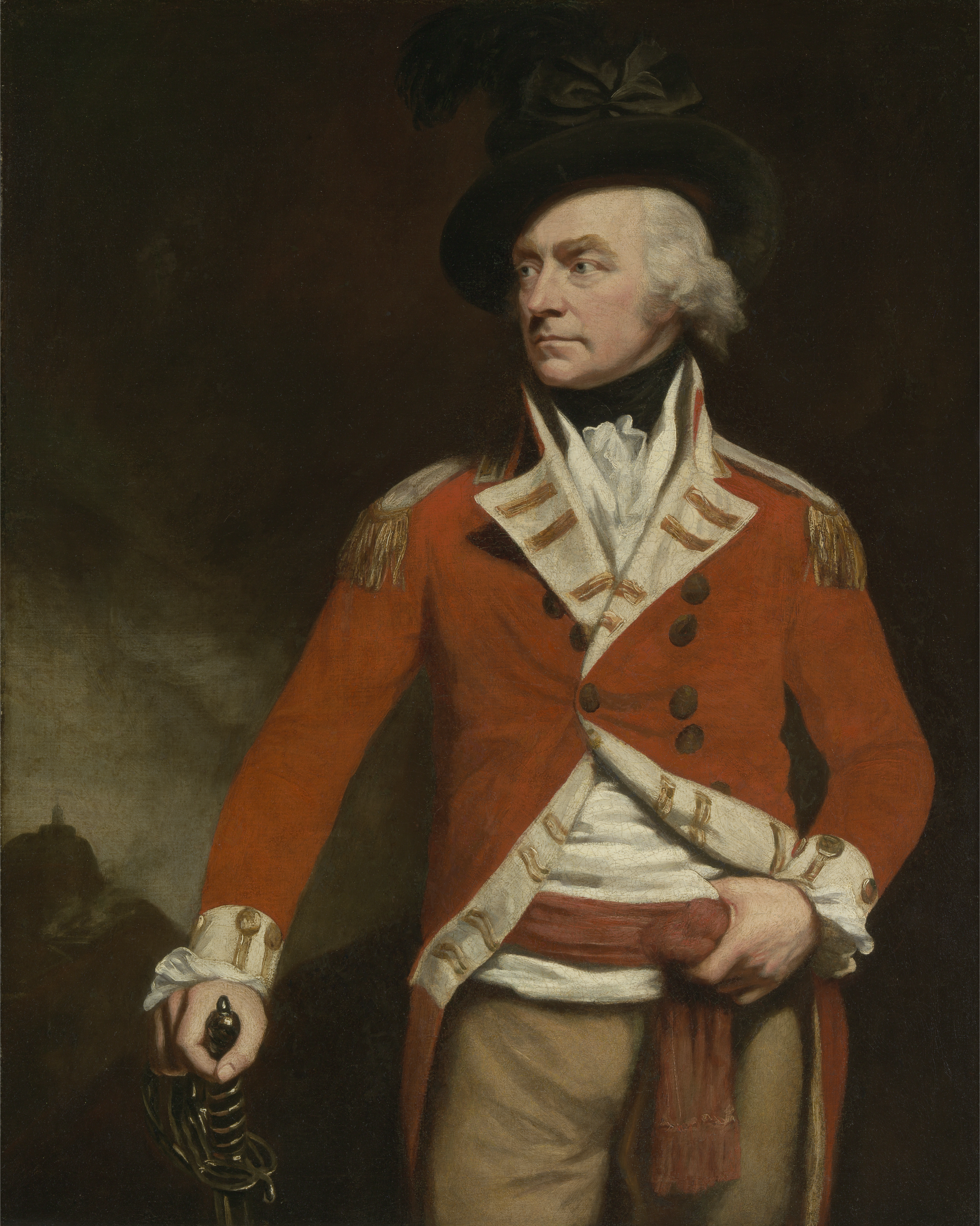
Offizier des 74th (Highland) Regiment of Foot, um 1796

Das 74th (Highland) Regiment of Foot war ein schottisches Linieninfanterieregiment der britischen Armee, das von 1787 bis 1881 bestand.

## Geschichte
Angesichts einer erneuten französischen Bedrohung ihrer indischen Besitzungen stellte die Britische Ostindien-Kompanie 1787 zur Verteidigung mehrere neue Regimenter auf. Als diese Bedrohung nicht eintrat, weigerte sie sich, diese Einheiten oder ihren Transport nach Indien zu finanzieren. Stattdessen wurden sie als vier Linieninfanterieregimenter in der britischen Armee eingegliedert. Eines dieser Regimenter war das 74th (Highland) Regiment of Foot, das am 12. Oktober 1787 unter Major-General Sir Archibald Campbell aufgestellt wurde. Das Regiment bestand aus einem Bataillon. Es trug scharlachrote Uniformen mit weißen Aufschlägen und als schottisches „Highland“-Regiment dazu Kilt und Plaid im Government-sett-Tartan.
Es wurde nur zwei Jahre nach seiner Aufstellung nach Indien geschickt. Dort kämpfte es im Dritten Mysore-Krieg (1789–1792), sowie im Zweiten Polygar-Krieg (1800–1805). Anschließend kämpfte es während des Zweiten Marathenkriegs (1803–1806) insbesondere in der Schlacht von Assaye (1803), wo alle Offiziere des Regiments getötet wurden. Was von der Einheit übrig blieb, musste von ihrem Regiments-Sergeant-Major aus dem Gefecht geführt werden. Nach 16 Jahren in Indien kehrte das Regiment 1805 endgültig nach Großbritannien zurück.
Am 7. April 1809 verlor das Regiment seinen „Highland“-Status mit dem Recht, eine „schottische“ Uniform (mit Tartan etc.) zu tragen, und der Name des Regiments wurde zu 74th Regiment of Foot verkürzt. Das Regiment blieb dann bis 1810 im Heimatdienst und wurde dann für vier Jahre in den Napoleonischen Kriege auf der Iberischen Halbinsel (1808–1814) eingesetzt. Während des Sommerfeldzugs von 1815 war das Regiment in Irland stationiert und verbrachte die folgenden drei Jahrzehnte größtenteils in Kanada und auf den Westindischen Inseln. 1848 erhielt das Regiment den „Highland“-Status zurück und wurde wieder zu 74th (Highland) Regiment of Foot umbenannt. Es trug daraufhin Kilt und Plaid, alternativ auch Trews, im Lamont-Tartan.

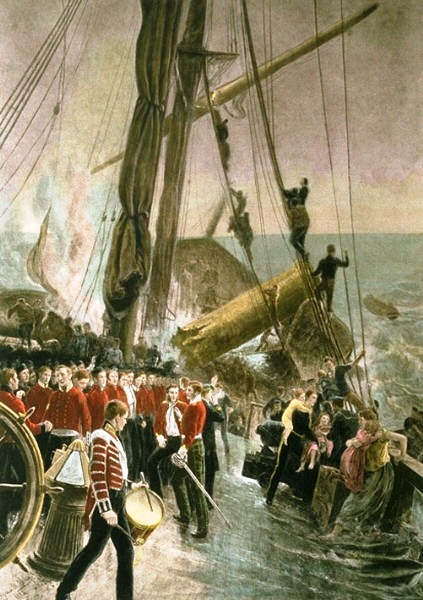
Gemälde Wreck of the Birkenhead von Charles Napier Hemy

1851 traf es in der Kapkolonie in Südafrika ein und kämpfte dort im Achten Grenzkrieg (1850–1853) ein. Als das Truppenschiff Birkenhead vor der Küste Südafrikas unterging, war die größte Zahl neuer Truppen an Bord für das 74th Regiment of Foot bestimmt. Ihre Disziplin an Deck während des Untergangs des Schiffes – später als „Birkenhead-Drill“ bekannt – ermöglichte die Rettung aller Frauen und Kinder an Bord. Das Regiment kehrte 1854 nach Indien zurück, blieb dort zehn Jahre und kämpfte während des Indischen Aufstands (1857–1859). In den folgenden zwei Jahrzehnten war das Regiment in Großbritannien, Irland, im Mittelmeerraum und in Hongkong stationiert.
Das Regiment war nach Großbritannien zurückgekehrt, als es am 1. Juli 1881 im Rahmen der Childers-Reformen mit dem 71st (Highland) Regiment of Foot (Light Infantry) zur Highland Light Infantry verschmolzen wurde. Diese wurde 1923 zur Highland Light Infantry (City of Glasgow Regiment) umbenannt und 1959 mit den Royal Scots Fusiliers zu den Royal Highland Fusiliers (Princess Margaret’s Own Glasgow and Ayrshire Regiment) und schließlich 2006 fünf anderen Regimentern zum Royal Regiment of Scotland zusammengeschlossen. Das heutige 2. Bataillon des Royal Regiment of Scotland führt die Tradition des 74th Regiment of Foot weiter.

## Regimental Colonels
Colonel of the Regiment waren:
- 1787–1791: Major-General Sir Archibald Campbell
- 1791–1801: General Charles O’Hara
- 1802–1806: General John Hely-Hutchinson, 1. Baron Hutchison
- 1806–1809: Lieutenant-General Sir John Stuart, Count of Maida
- 1809–1813: General Sir Alexander Hope
- 1813–1823: Lieutenant-General James Montgomerie
- 1823–1834: General Hon. Sir Charles Colville
- 1834–1835: Major-General Sir James Campbell
- 1835–1846: General Sir Phineas Riall
- 1846–1850: Major-General Sir Alexander Cameron
- 1850–1856: Lieutenant-General Alexander Thomson
- 1856–1876: General Charles Augustus Shawe
- 1876: Lieutenant-General Sir Percy Egerton Herbert
- 1876–1881: General Walter Douglas Phillips Patton-Bethune

## Battle Honours
Dem Regiment wurden folgende Battle Honours verliehen (englische Originalbezeichnungen):
- Seringapatam
- Assaye
- Busaco
- Fuentes D’Onor
- Ciudad Rodrigo
- Badajoz
- Salamanca
- Vittoria
- Pyrenees
- Nivelle
- Orthes
- Toulouse
- Peninsula